# Lužijos ir Tyrų pelkės II
Lužijos ir Tyrų pelkės II este o arie protejată (sit de importanță comunitară — SCI) din Lituania întinsă pe o suprafață de 62,67 ha, integral pe uscat.

## Localizare
Centrul sitului Lužijos ir Tyrų pelkės II este situat la coordonatele 55°35′38″N 21°11′29″E / 55.594°N 21.1913°E.

## Înființare
Situl Lužijos ir Tyrų pelkės II a fost declarat sit de importanță comunitară în septembrie 2021 pentru a proteja un număr necunoscut de specii din flora spontană și fauna sălbatică aflate în arealul zonei.

## Biodiversitate
Situată în ecoregiunea boreală, aria protejată conține 3 habitate naturale: Fânețe de joasă altitudine (Alopecurus pratensis, Sanguisorba officinalis), Taiga vestică, Păduri acidofile de stejar bătrân cu Quercus robur pe câmpii nisipoase.
La baza desemnării sitului se află un număr nedeclarat de specii protejate.